# Villa Elisa (Paraguay)
Villa Elisa ist eine Stadt und ein Distrikt im Departamento Central in Paraguay. Mit einer Population von rund 78.000 Einwohnern gilt sie als eine der 20 größten Städte des Landes.

## Lage
Begrenzt ist Villa Elisa durch die Distrikte von Lambaré und Asunción im Norden, mit dem Distrikt Ñemby zum Süden, im Osten von Fernando de la Mora. Im Westen liegt der Río Paraguay. Villa Elisa bildet einen Teil des Großraumes von Asunción.
Sie ist vom Norden zum Süden hin von asphaltierten Straßen durchzogen.

## Klima
In Villa Elisa herrscht ein heißes Klima mit maximalen Temperaturen von bis zu 39 °C. Im Winter beträgt die minimale Temperatur 1 °C. Die Jahresdurchschnittstemperatur liegt bei 23 °C.

## Stadtteile
Es gibt 16 Stadtteile, die wichtigsten sind: Centro, San Juan, Villa Bonita, Mbocayaty, Picada, Sol de América, Ypaty, San Miguel, Rosedal, 29 de Septiembre, 3 Bocas, 8 de Diciembre, San José und Gloria Maria.

## Geschichte
Nach dem Tripel-Allianz-Krieg, bei dem die Bevölkerung des Landes dezimiert wurde, vergab die Regierung an neue Einwanderer aus Europa Agrarland, um Landwirtschaft und Viehzucht zu betreiben. Um 1890 gründen belgische Immigranten die Kolonie Mbocayaty, in der sich danach auch Franzosen und Italiener ansiedelten. Sie bauten vor allem Obst an. Die Belgier zogen jedoch nach einer Weile in die Hauptstadt. Deren Land wurde an den Dänen Emil Johannsen verkauft, der die Kolonie im Jahr 1896 zu Ehren seiner österreichischen Frau Elisa von Poleski Colonia Elisa nannte. Am 21. Juni 1899 wurde der erste Verwaltungsrat unter der Führung von Johannsen geschaffen. Es zogen weitere Einwanderer aus Schweden, Finnland und Deutschland in die Kolonie Elisa. Auch sie bauten Obst an, konnten dies wegen fehlender Arbeitskräfte jedoch nur im kleinen Rahmen durchführen. Das Obst wurde nach Europa exportiert. Die Viehwirtschaft hatte eine untergeordnete Bedeutung. Am 22. März 1938 wurde Villa Elisa zum Distrikt erhoben.

## Infrastruktur
Villa Elisa verfügt über ein Fußballstadion, einige Supermärkte, Tankstellen, Polizeistationen sowie vier Universitäten: Universidad Nordeste, Universidad Metropolitana, UPAP und UTCD. Die Stadt besitzt einige begrünte Plätze, wie den 2018 eingeweihten sechs Hektar großen Paseo Parque mit kostenlosem WiFi und LED-Beleuchtung. Es gibt verschiedene Linien des öffentlichen Verkehrs. Die Ölraffinerie PETROPAR und der internationale Konzern Unilever sind die größten Unternehmen in Villa Elisa. Es gibt auch Krankenhäuser, Baumschulen und ein Hotel. Außerdem haben sich in der Stadt 13 staatliche Institutionen angesiedelt wie das Arbeitsministerium und das Frauenministerium.

## Persönlichkeiten
- Laura Paredes (* 1996), Speerwerferin